# Unterbergen, Mölbling
Unterbergen je naselje v Občini Mölbling v Okraju Šentvid ob Glini na Koroškem v Avstriji.